# Mauro Tassotti
Mauro Tassotti (phát âm tiếng Ý: [ˈmauro tasˈsɔtti]; sinh ngày 19 tháng 1 năm 1960) là huấn luyện viên và cựu cầu thủ bóng đá người Italia, chơi ở vị trí hậu vệ cánh phải. Hiện tại, ông đang làm trợ lý huấn luyện tại Đội tuyển bóng đá quốc gia Ukraina. Khởi nghiệp ở Lazio, Tassotti sau đó cống hiến 17 năm sự nghiệp cho câu lạc bộ A.C. Milan. Ông cùng câu lạc bộ này giành tới 17 danh hiệu, trong đó có 5 danh hiệu Serie A và 3 danh hiệu UEFA Champions League trong tổng số 5 lần vào chung kết giải đấu này. Ông được nhớ tới nhiều nhất trong vai trò 1 phần của bộ "Tứ Vệ" nổi tiếng của lịch sử bóng đá bên cạnh Paolo Maldini, Franco Baresi, Alessandro Costacurta dưới thời huấn luyện viên Arrigo Sacchi, và Filippo Galli, Christian Panucci dưới thời huấn luyện viên Fabio Capello, góp phần đưa ông được công nhận là một trong những hậu vệ xuất sắc nhất mọi thời đại.
Tới tận đầu thập niên 1990, Tassotti mới thi đấu cho đội tuyển Italia khi đã hơn 30 tuổi dưới sự dẫn dắt của huấn luyện viên Sacchi, góp phần giúp họ vượt qua vòng loại Giải bóng đá vô địch thế giới 1994. Ở trận tứ kết Tassotti đã có pha phạm lỗi nghiêm trọng khi thúc củi chỏ làm gẫy mũi cầu thủ Luis Enrique của Tây Ban Nha. Pha bóng này diễn ra trong khu vực 16,50 m nhưng trọng tài không thấy nên đội Ý thoát được quả phạt đền. Tuy nhiên, tiểu ban kỷ luật sau đó treo giò Tassotti 8 trận. Trước đó, ông cũng từng tham gia các cấp độ trẻ ở đội tuyển quốc gia, đáng kể nhất là giành vị trí thứ 4 tại Thế vận hội Mùa hè 1988.
Sau khi giải nghệ vào năm 1997, Tassotti tiếp tục làm việc cho A.C. Milan ở nhiều vị trí: huấn luyện viên đội trẻ, trợ lý huấn luyện viên, huấn luyện viên tạm thời, và đôi lúc cả vai trò tìm kiếm tài năng trẻ cho tới mùa hè năm 2016 khi ông tới Ukraina cùng Andriy Shevchenko tham gia vào thành phần ban huấn luyện đội tuyển quốc gia này.